# Трудовые резервы-РИПО
«Трудовые резервы-РИПО» — прекративший своё существование футбольный клуб из Минска, Беларусь.

## История
Вначале находился на балансе Белорусского республиканского института профессионального образования. В 2001 году выступал во Второй лиге первенства Беларуси. Лучшим бомбардиром команды в том сезоне стал Владимир Путраш (14 голов). После сезона-2001 минские «Трудовые резервы-РИПО» и «Трактор» объединились в команду МТЗ-РИПО.